# Mafutseni
Mafutseni – inkhundla w dystrykcie Manzini w Królestwie Eswatini. Według spisu powszechnego ludności z 2007 r. zamieszkiwało go 15 573 mieszkańców. Inkhundla dzieli się na sześć imiphakatsi: Engculwini, Etimbutini, Kabhudla, Kankhambule, Luhlokohla, Mafutseni.